# Дуэ (Италия)
Ду́э (фр. Doues) — коммуна в Италии, располагается в автономном регионе Валле-д’Аоста.
Население составляет 418 человек (2008 г.), плотность населения составляет 26 чел./км². Занимает площадь 16 км². Почтовый индекс — 11010. Телефонный код — 0165.
Покровителем коммуны почитается  священномученик Власий Севастийский, празднование 3 февраля.

## Демография
Динамика населения:

## Галерея
- Замок Ла-Крет (фр. La Crête)
- Мэрия
- Приходской храм
- Детали фрески на фасаде приходского храма